# 杭州绸业会馆旧址
杭州绸业会馆旧址，又名观成堂会所、绸业会馆，位于中华人民共和国浙江省杭州市上城区直大方伯92号，乃旧时丝绸业同业聚会之所在。杭州绸业发达，旧时绸业组织有数十，唯此会所最大，会所始建于清嘉庆二十二年（1817年），光绪三十年（1894年）和民国初年重修，占地约5000平方米，有武帝殿、观成堂、行吾素斋等建筑。:450绸业会馆是杭州现存惟一的丝绸业会馆。

## 历史
杭州丝绸业行会组织最早可以追溯到宋至道元年（995年）的通型庙（后改名通圣庙），丝绸业者共同供奉杭州绸业祖师爷褚載并在庙中集会议事。杭州丝绸业组织众多，其中在清至民国时期规模最大的是观成堂。观成堂的机神庙最早在拱墅区东园巷397号（今东园巷小学），始建于清雍正年间，又称轩辕黄帝庙，由杭州城内东北丝织业者集资建立。庙中左伯余，右嫘祖，中间供奉黄帝。清初东园巷一带纺织业盛行，此庙也就成为了业者的议事活动中心，随着寺庙年久失修，里人吴昌龙、韩潮修复寺庙，旋即毁于火灾，再度重建，最终寺庙在乾隆三十九年（1774年）10月开工，并于次年9月落成。寺庙中间有乾隆御笔匾额，浙江巡抚永德勒碑纪事。不就新庙又毁于火灾，丝绸业同业在此扩建，在吴昌龙主持之下，采纳纳“以观厥成”成语之意，特辟“观成堂”。东园巷机神庙按行业分间议事：织造业是由原来的通圣庙迁移而来，称观成堂；料房业称经纶堂；官纱业称怀素堂；熟货机坊业称大经堂。后来由于人多拥挤，官纱业迁移至东街路关帝庙；织造业迁移通圣庙，并于嘉庆二十二年（1817年）扩建场地，经杭州官府批准将左邻扬清祠部分地块划归观成堂，开辟为绸业会馆，该址后改建为观成第一小学堂（今新华路小学）。道光年间，杭州丝绸业兴盛，业者逐渐增加，原本的观成堂已经不能满足需求，光绪六年（1880年）由悦昌文绸庄老板王达夫、宋春源绸庄老板宋端甫和邵步海、胡厚余等人推动下重建并添设关帝庙。光绪三十年（1904年）会馆在宋锡九、金溶仲等人倡议下，迁建于银洞桥保信巷（现直大方伯会址）原会馆董事丁丙所有的不如圃内，工程耗时4年，耗资5.8万元，在宣统三年（1911年）初动工，民国三年（1914年）9月竣工。:162-166

## 组织

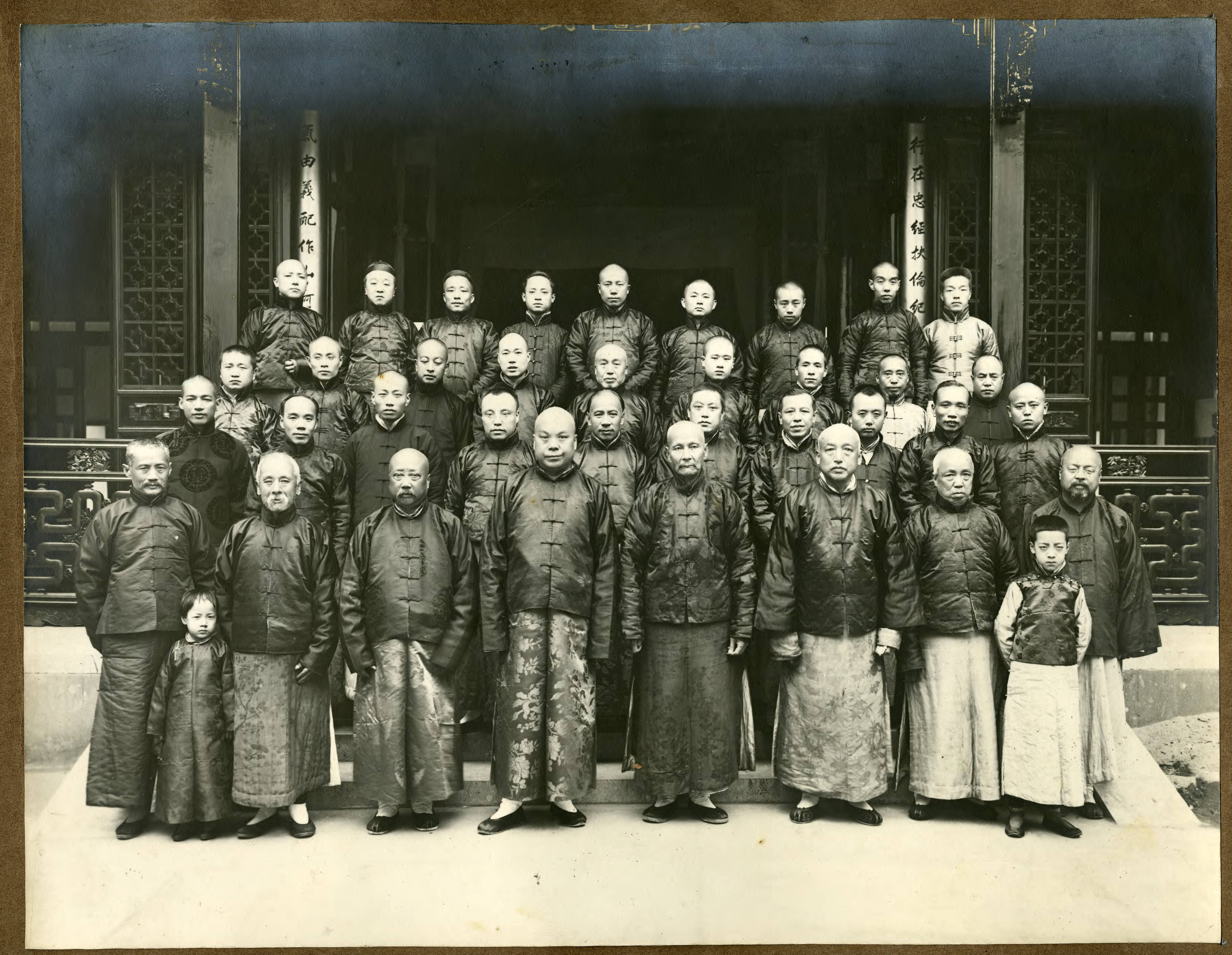
1910年代的会馆会员集体照

观成堂是杭州城内的绸业行会，又称绸业会馆，其规章制度及会员权益相对完善，加入可以提高会员社会地位和企业声誉，因而杭州业者以入会为荣。会馆主要任务是组织同业集会、议事，调解纠纷，置办祭典，协助同业认捐缴税，并向会员摊派会费等等。扩建后初期入会资格严格，将中小业者排除在外：入会需要3名会员介绍并经董事会认可；入会时缴纳会费200元、善举捐款100元、学校经费100元、祭神庆贺等杂项100元；入会后在观成堂挂上会员名讳牌。会员可以每月拖欠绸捐至月后10日，社会善举捐款减少三分之一，全年可以享受会馆举办的6次鱼翅席、1次素席，每逢黄帝、关公、财神诞辰及春节会员还有聚餐，年底还可以领取施舍米救济社会贫苦度年。观成堂实行董事制度，最初董事需要功名顶戴、有能力与官方交涉且有声望，因此称之为官董。同治年间，会馆官董为丁日升绸庄老板丁丙。董事为会员公举，下设正负司年各1人、司月2人、办事员5人、押货员6人。清宣统元年（1909年），会馆开始设置正副董事。民国十三年（1924年）统计，会馆会员总数达到68家，为会馆全盛时期。当年有许多海外归来和本地人士在此聚议改良丝绸行业，成立“丝绸研究会”、“改良织物公会”、“绸业协会”等组织，开办绸业公共交易丝绸、图书馆等活动，资助学校及人员出国考察。民国十六年（1927年）5月，杭州绸业会馆和改良织物公会、绸业协会等组织合并为杭州市绸业商民协会，会员260多名，此后观成堂就成为了财产保管机构，不再设计领导事务。民国二十年（1931年），杭州市绸业商民协会更名杭州市绸业同业公会，当时领导机关为绸业代表大会，下设委员会，由11名执行委员和4名监察委员组成，另外设收货部、生货部、丝织部、门市部4部门；委员会人员变更频繁，至民国二十六年（1937年）抗战爆发杭州沦陷，大部分负责人都内迁避难，接收方要求公会限期恢复，因此民国二十八年（1939年）3月重新组织登记。民国三十一年（1942年），日本成立华中蚕丝公司，控制江南蚕丝命脉，以蚕丝换取丝绸制品，因此丝绸生产规模扩大，许多业者陆续返回杭州。抗战最后两年，中国北方丝绸销量旺盛，杭州丝绸业逐渐复兴。民国三十四年（1945年）杭州丝绸业重整，市区的观成堂成立了电机丝织业同业公会，民国三十七年（1948年）筹建浙江区丝织同业公会，电机丝织业同业公会定名为浙江区丝织同业公会杭州第一分会。1950年，浙江区丝织同业公会杭州第一分会则并入杭州市丝织业公会，次年改建为杭州市丝绸业同业公会，1957年并入杭州市纺织工业同业公会。1954年4月7日，政府下令撤销公会，将行政管理任务交由工业主管机关承当，至此建立于北宋初年的丝绸业同业公会宣告终结。:166-176

## 建筑
会馆占地20亩餘，中间为武帝殿五楹，其后为观成堂，再进则为行吾素斋，另有观复楼。上架层楼为祭祀財神的天章阁，会馆左侧为大门、仪门及商办事室和厨房，右侧为原地主丁丙的不如圃，保留了丁丙修建的晚崧精舍、慕陶宦等建筑。观成堂落成后，请来褚载后裔褚敦伯的外甥鲁宝清撰写《杭州重修观成堂记》石碑，至今保留在观成堂内。:165-166会馆最初的挂牌为“绸业会馆”，为南北丝绸业商谈业务、交流技术、咨询行情之所。杭州绸业会馆旧址目前在浙江大学附属第一医院（浙一医院）内，是杭州市第一批文物保护点，2009年4月20日列为杭州市文物保护单位，浙一医院在6月完成对会馆的修缮工程:106。会馆现仅存观成堂主体建筑、东厢廊及《杭州重建观成堂记》石碑：观成堂坐北朝南，硬山顶，面阔五间，进深六间，明间梁架为抬梁式，用七架前后单步梁，次间、梢间为穿式；牛腿、雀替等雕刻构件尚存。目前会馆归属杭州市纺织科学研究所管理使用。
- 东墙
- 东北角拱门